# Murowaniec (Nowy Sącz)
Murowaniec – wschodnia część miasta Nowy Sącz, położona wzdłuż środkowej sekcji ulicy Lwowskiej, między Chruślicami a Piątkową.
Włączony do Nowego Sącza 2 lutego 1977 jako zachodnia część wsi Piątkowa.